# Саламат (река)
Саламат, также Бахр-Саламат (в верховье Бахр-Азум; фр. Bahr Salamat) — река в Африке.

## Общие сведения
Протяжённость реки Саламат — 1200 километров. Площадь водосборного бассейна — 90 000 км². В жаркое летнее время года река временно пересыхает.

## География
Река Саламат протекает по территории Чада и Судана. В своём нижнем течении она называется Бахр-Саламат, в верхнем — Бахр-Азум. Её истоки находятся в сахельской засушливой природной зоне, в суданской провинции Дарфур, в регионе Джебель-Марра (Судан). В своей нижней части она течёт через африканские саванны, пока не впадает в реку Шари. На берегах Саламата находится город Ам-Тиман, административный центр чадской провинции Саламат, а также находящиеся на территории Чада Национальные парки Закума и Манда. Именно в Национальном парке Манда Саламат впадает в Шари.